# نیکلاس استولر
نیکلاس استولر (انگلیسی: Nicholas Stoller؛ زادهٔ ۱۹ مارس ۱۹۷۶) یک کارگردان فیلم، تهیه‌کننده، فیلم‌نامه‌نویس اهل ایالات متحده آمریکا است.

## فیلم‌شناسی

### فیلم‌ها
| سال  | عنوان                               | کارگردان فیلم | فیلم‌نامه‌نویس | تهیه‌کننده | توضیحات                                   |
| ---- | ----------------------------------- | ------------- | ------------ | --------- | ----------------------------------------- |
| ۲۰۰۵ | شوخی با دیک و جین                   | نه            | آری          | نه        |                                           |
| ۲۰۰۷ | تیغ شهرت                            | نه            | نه           | نه        | Soundtrack writer Song: "Blades of Glory" |
| ۲۰۰۸ | فراموش کردن سارا مارشال             | آری           | نه           | نه        |                                           |
| ۲۰۰۸ | مرد بله‌گو                           | نه            | آری          | نه        |                                           |
| ۲۰۰۹ | سرزمین ماجراجویی                    | نه            | نه           | نه        | Thanks                                    |
| ۲۰۱۰ | بیارش گریک                          | آری           | آری          | آری       |                                           |
| ۲۰۱۰ | سفرهای گالیور                       | نه            | آری          | نه        |                                           |
| ۲۰۱۱ | ماپت‌ها                              | نه            | آری          | آری       | Executive producer                        |
| ۲۰۱۲ | پنج سال نامزدی                      | آری           | آری          | آری       |                                           |
| ۲۰۱۳ | توربو                               | نه            | نه           | نه        | Additional screenplay material            |
| ۲۰۱۴ | ماپت‌ها: تحت تعقیب                   | نه            | آری          | آری       | Executive producer                        |
| ۲۰۱۴ | همسایه‌ها                            | آری           | نه           | نه        |                                           |
| ۲۰۱۴ | نوار سکس                            | نه            | آری          | نه        |                                           |
| ۲۰۱۶ | زولندر ۲                            | نه            | آری          | نه        |                                           |
| ۲۰۱۶ | گریمزبی                             | نه            | نه           | نه        | Special thanks                            |
| ۲۰۱۶ | همسایه‌ها ۲: انجمن خواهری برمی‌خیزد   | آری           | آری          | نه        |                                           |
| ۲۰۱۶ | لک‌لک‌ها                              | آری           | آری          | آری       |                                           |
| ۲۰۱۷ | فیلم لگو بتمن                       | نه            | نه           | نه        | Creative consultant                       |
| ۲۰۱۷ | کاپیتان زیرشلواری: اولین فیلم حماسی | نه            | آری          | نه        |                                           |